# Christos Gikas
Christos Gikas (gr. Χρήστος Γκίκας; ur. 12 sierpnia 1976) – grecki zapaśnik walczący w stylu klasycznym. Olimpijczyk z Aten 2004, gdzie zajął dwudzieste miejsce w kategorii 60 kg.
Sześciokrotny uczestnik mistrzostw świata; czternasty w 2007. Czwarty na mistrzostwach Europy w 1999 i szósty w 2000. Srebrny medalista igrzysk śródziemnomorskich w 2001 i brązowy na wojskowych MŚ w 2003 roku.
- Turniej w Atenach 2004

Przegrał wszystkie walki, kolejno z Irańczykiem Alim Aszkanim, Turkiem Şerefem Tüfenkiem i Kubańczykiem Roberto Monzónem.